# المجاهصة (الحديدة)

تعديل مصدري - تعديل

المجاهصة هي إحدى قرى مديرية التحيتا التابعة لمحافظة الحديدة اليمنية، بلغ تعداد سكانها 1862 نسمة حسب الإحصاء الذي جرى عام 2004.